# Рускус колючий
Рускус колючий або мишачий терен колючий (Ruscus aculeatus) – вид рослин родини холодкові (Asparagaceae). Ruscus ponticus, який вважається синонімом R. aculeatus є звичайною рослиною світлих лісів, чагарників, та кам'янистих схилів Криму і входить до переліку видів, які перебувають під загрозою зникнення на території м. Севастополя.

## Опис
Вічнозелений напівчагарник. Стебла до 100 см, гіллясті. Філокладії (псевдолистки) темно-зелені, 1.5-5 (-6) х (1) 1.5-2.5 (-3.5) см, яйцеподібні або ланцетні, загострені. Фактичні листки рослини маленькі, лускоподібні, коричневі, від трикутних до ланцетних. Суцвіття з 1-3 квітів. Має крихітні зеленуваті квітки. 10-15 мм ягоди червоні, з 1-2 насінням, токсичні. Квітне з березня по травень.

## Поширення
Західна Азія: Туреччина. Європа: Угорщина; Албанія; Колишня Югославія; Греція; Італія; Франція; Португалія; Іспанія. Також культивується.
Ця ксерофільна рослина любить теплі, сухі скелясті схили в заростях і лісах, іноді виявляється на висоті до 1000 метрів. На кам'янистому ґрунті, утворює в дубових і букових лісах підлісок. У прохолодних місцях рослина може рости тільки при захисті іншими рослинами. Має декоративне та медичне використання.

## Галерея

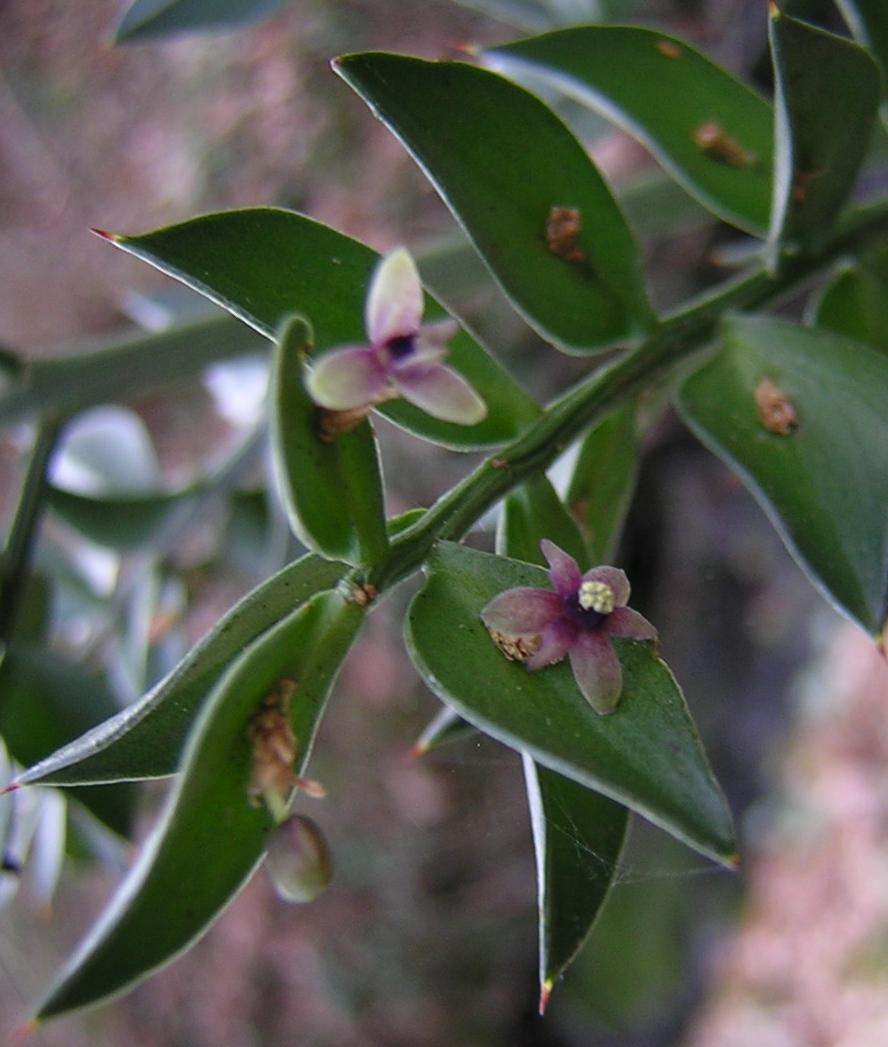
Квіти
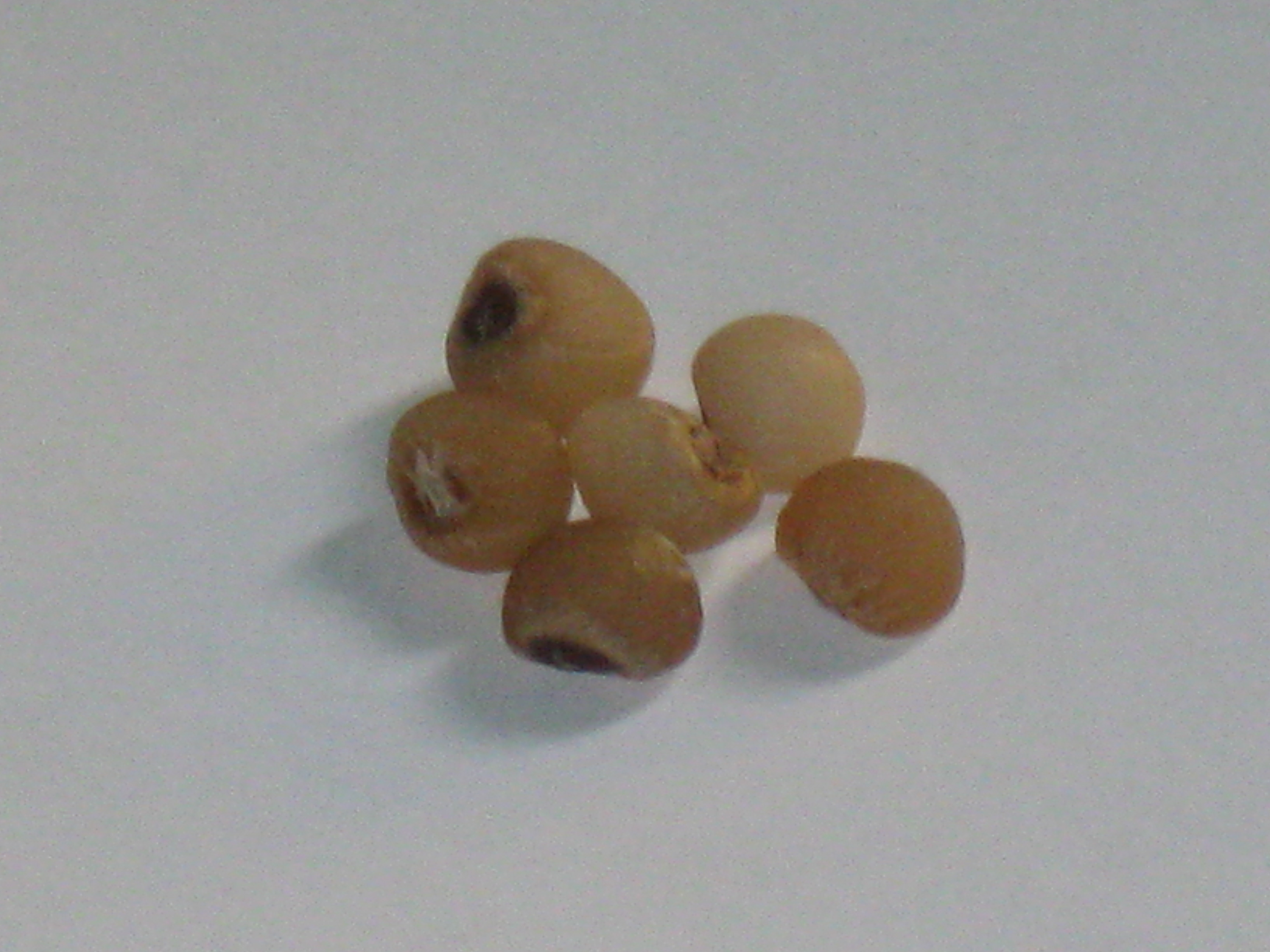
Насіння
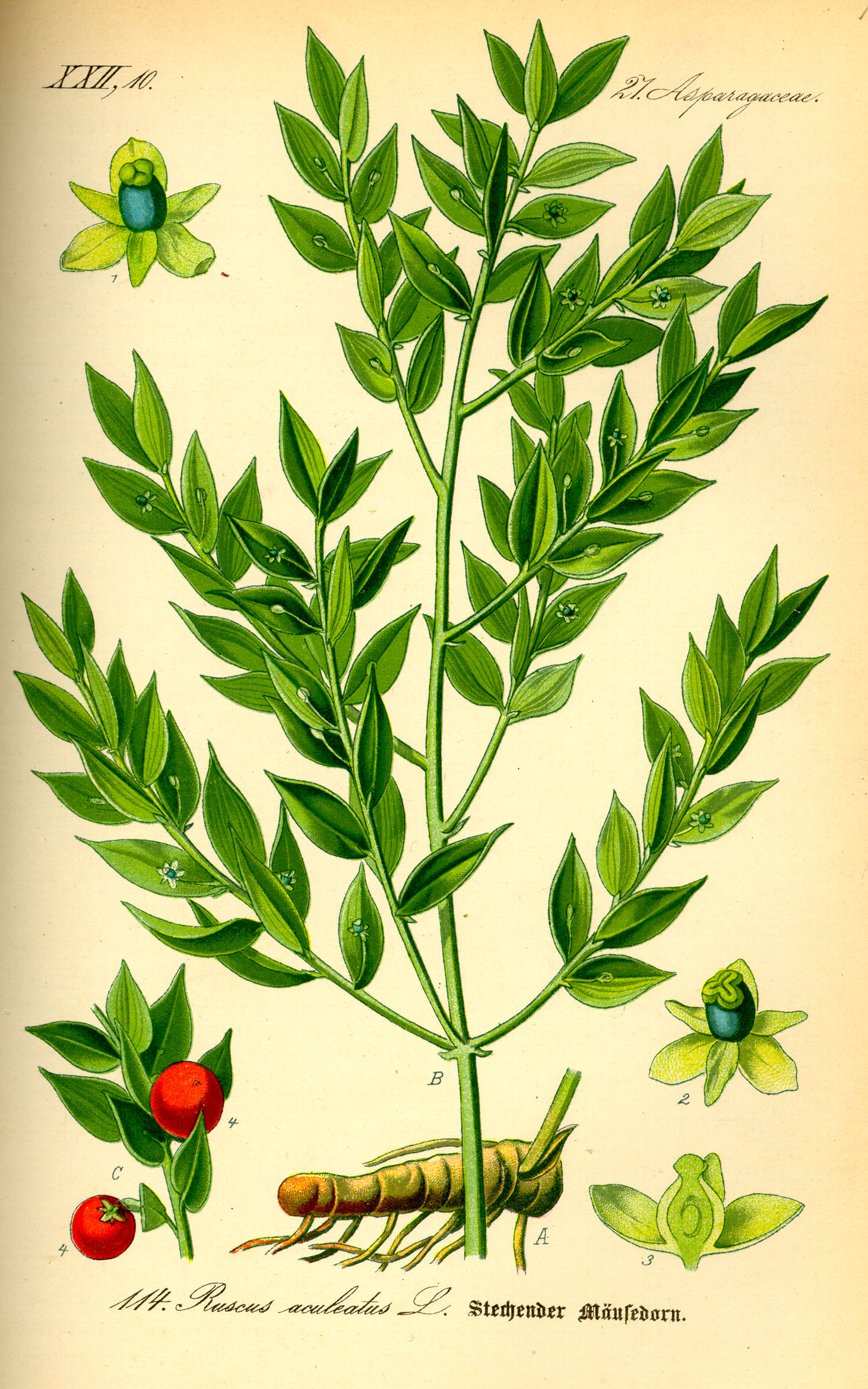
Ілюстрація